# 파리 햄
파리 햄(Paris+ham, 프랑스어: jambon de Paris 장봉 드 파리[*])은 프랑스의 햄이다. 익힌 햄의 일종으로, 런천미트로 먹으며, 장봉뵈르, 크로크므시외 등을 만드는 데 쓰인다.

## 이름
프랑스에서는 "파리 햄"이라는 뜻인 장봉 드 파리(프랑스어: jambon de Paris) 또는 "흰 햄"이라는 뜻인 장봉 블랑(프랑스어: jambon blanc)으로도 불린다. 프랑스어 "장봉(jambon)"은 "햄"을 뜻하는 명사이며, "드(de)"는 "~의"라는 뜻의 전치사이고, "블랑(blanc)"은 "희다"라는 뜻의 형용사이다.

## 사진

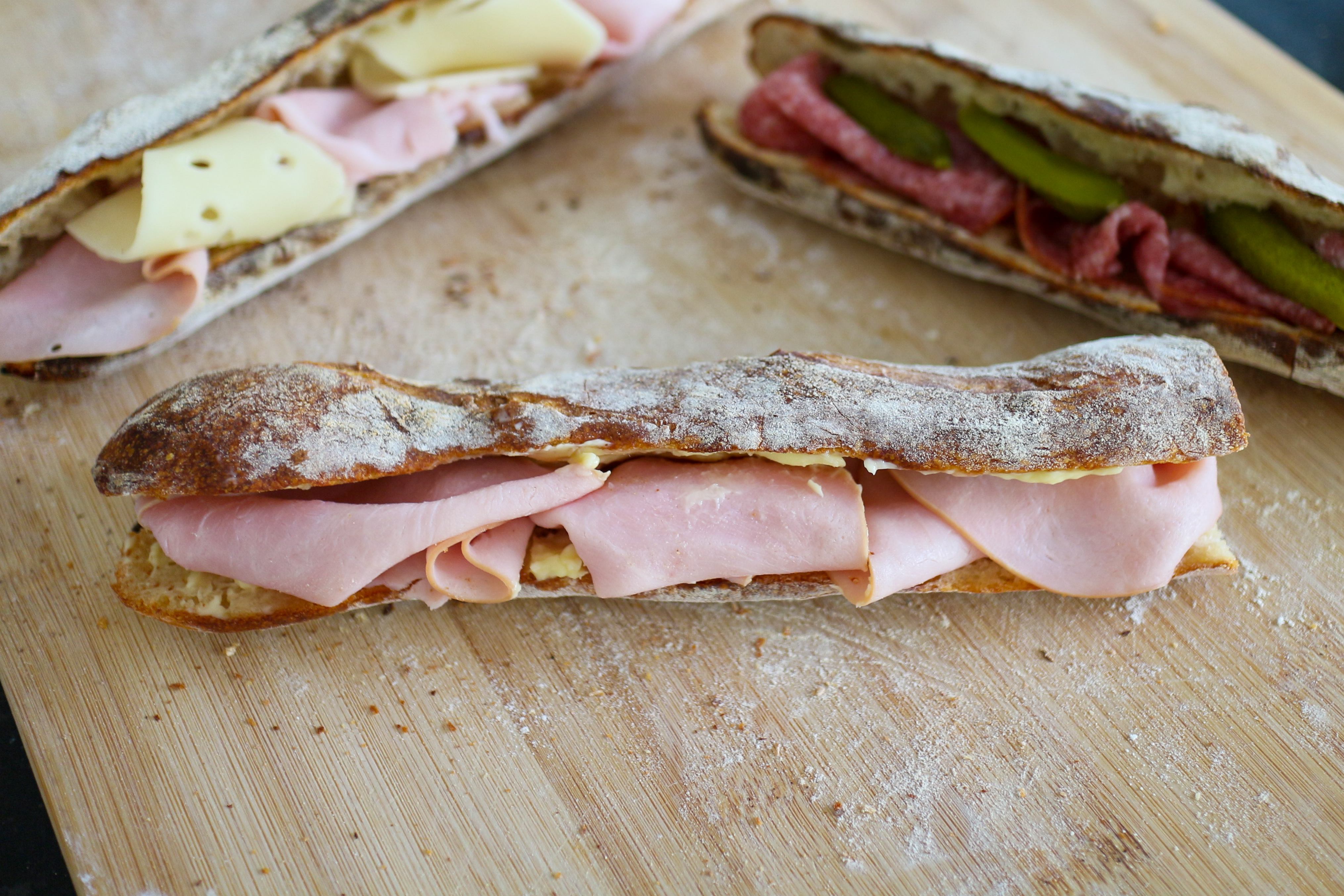
장봉뵈르

## 같이 보기
- 요크 햄
- 프라하 햄